# Maria Wiik

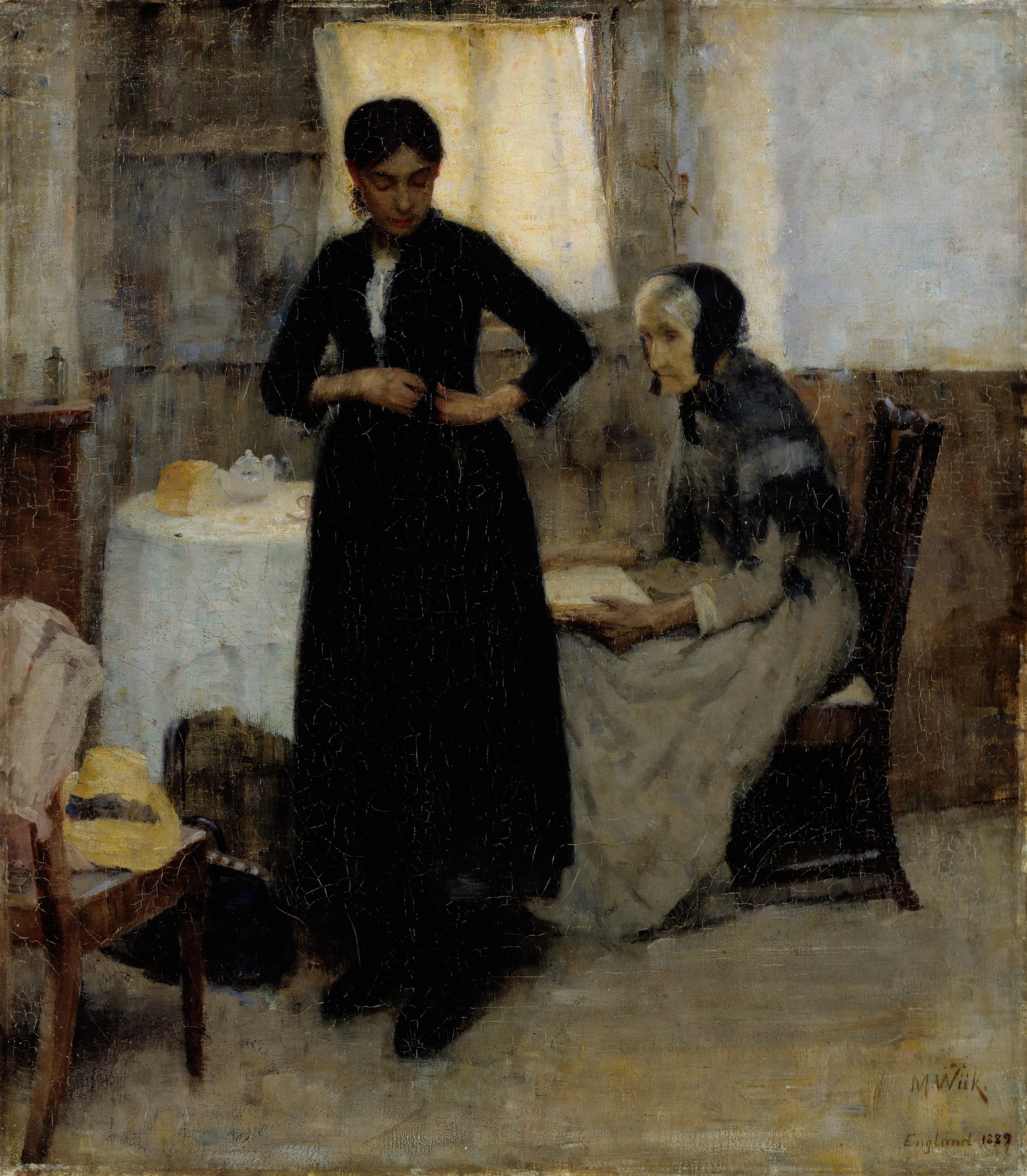
Maailmalle (Wyjście na świat), 69x61 cm, olej na płótnie, 1899.

Maria Catharina Wiik (ur. 3 sierpnia 1853 w Helsinkach, zm. 19 czerwca 1928 tamże) – fińska malarka należąca do nurtu realizmu.
Po studiach plastycznych w Finlandii, Maria Wiik jako pierwsza malarka swojego pokolenia wyjechała do Paryża w 1875. Do połowy lat 80. Wiik malowała częściowo w Finlandii, Paryżu i Bretanii. Była przyjaciółką malarki Helene Schjerfbeck. W 1889 razem malowały w St Ives w Kornwalii. Sztuka Marii Wiik obejmuje małe obrazy rodzajowe, portrety, sceny z życia i liczne obrazy dzieci. Uznanie zyskała głównie jako portrecistka.